# Louis Theroux: The Settlers
Louis Theroux: The Settlers je dokumentární film připravený pro britskou televizní stanici BBC dokumentaristou a novinářem Louisem Therouxem. Tématem filmu jsou autentické postoje členů hnutí izraelských osadníků na Západním břehu Jordánu během války v Pásmu Gazy. Jde o součást dokumentárního cyklu Louis Theroux's BBC Two specials. Režie se chopil Josh Baker. Film měl premiéru v dubnu 2025.

## Pozadí
Palestinská území Západní břeh Jordánu, včetně Východního Jeruzaléma, jsou od roku 1967 pod vojenskou a civilní správou Izraele. Území Západního břehu Jordánu a Východního Jeruzaléma jsou Mezinárodním soudním dvorem považována za území pod vojenskou okupací. Jde o jednu z nejdelších trvajících vojenských okupací v moderních dějinách. Podle mezinárodního práva jde o ilegální okupaci.
V rozporu s mezinárodním právem Izrael na okupovaném území založil a dále zakládá řadu osad. Rada bezpečnosti OSN i Valné shromáždění OSN přitom opakovaně přijímalo rezoluce upozorňující na fakt, že izraelské osady na okupovaném území porušují mezinárodní právo. Praxe zakládání osad byla kritizována také jako příklad osadnického kolonialismu.
Zatímco izraelští osadníci se na území Západního břehu Jordánu řídí izraelským právem a mají možnost volit si své zastoupení v Knesetu, Palestinci jsou uzavřeni do oddělených a hlídaných enkláv, podléhají stannému právu a nemají volební právo do izraelského parlamentu. Vzhledem k tomuto dvojímu přístupu a omezování práv Palestinců je izraelský režim na západním břehu Jordánu označován za apartheid.
V roce 2011 Louis Theroux natočil dokumentární film The Ultra Zionists, který se rovněž zabýval postoji izraelských osadníků na Západním břehu Jordánu.

## Děj
Louis Theroux strávil na Západním břehu Jordánu tři natáčecí týdny na konci roku 2024. K dokumentu uvedl: „Mým cílem bylo zblízka pozorovat [izraelské ultranacionalistické osadníky], pokusit se porozumět jejich smýšlení a jejich jednání a získat představu o dopadu jejich přítomnosti na životy milionů Palestinců, kteří v regionu žijí.“
V dokumentu Theroux zpovídá a pozoruje jak Palestince žijící na okupovaném Západním břehu Jordánu, tak členy izraelského hnutí osadníků. Theroux například vyzpovídá Ariho Abramowitze, izraelského osadníka původně z Texasu ve Spojených státech.
Hovoří také s prominentní krajně pravicovou sionistickou osadnicí Daniellou Weissovou a sleduje ji, když pořádá setkání osadnických skupin s cílem znovu obsadit Pásmo Gazy a sama se pokouší vstoupit na toto armádou uzavřené území. V průběhu filmu sama tvrdí, že naverbovala 800 izraelských rodin, aby se staly budoucími osadníky v Pásmu Gazy; také tvrdí, že hnutí má podporu izraelského premiéra Benjamina Netanjahua, který to podle ní není kvůli politice ochoten veřejně přiznat. Společně se také účastní setkání s radikálním rabínem u hranice s Pásmem Gazy, který například ve své řeči pronese: „Tahle země patří jenom lidem Izraele. Celá Gaza a celý Libanon by měly být vyčištěny od těch divochů na velbloudech“. Když si všimne kamer, požaduje jejich vypnutí.
Dále hovoří a cestuje přes okupované palestinské město Hebron s Issou Amrem, palestinským aktivistou, prochází s ním kontrolními stanovišti izraelské armády a dále kolem oblastí, kam Amro a další Palestinci již nemají povolen vstup.
Když je Theroux s Mohammadem Hurejním, palestinským aktivistou žijícím pod izraelskou okupací ve vesnici Masafer Jatta, jeho štáb, on a Hurejní, se musí schovat v budově, zatímco na ně izraelští vojáci míří zbraněmi a laserovými zaměřovači.

## Dopady
V květnu 2025, po uvedení filmu, Issa Amro v příspěvku na Twitteru uvedl, že jeho dům v Hebronu byl přepaden a vykraden izraelskými vojáky a osadníky jako odplata za jeho účast v dokumentu. Jeho příspěvek zahrnoval videa osadníků, kteří pronikli na jeho pozemek, a vojáků s obličeji zakrytými kuklami. Amro řekl, že mu izraelská policie řekla, aby nepodával hlášení, a pohrozila mu zatčením. Theroux retweetoval Amroův příspěvek s tím, že jeho tým byl s Amrem v kontaktu od zveřejnění dokumentu a „monitoroval situaci“.